# Resident Evil: Welcome to Raccoon City
Resident Evil: Welcome to Raccoon City è un film d'azione-horror del 2021 scritto e diretto da Johannes Roberts.
Il film è un reboot e adattamento cinematografico della saga videoludica di Capcom, in particolare di Resident Evil (1996) e Resident Evil 2 (1998), ed è il settimo film dedicato alla saga, che continua quella iniziata con i film diretti da Paul W. S. Anderson.
Il cast principale è composto da Kaya Scodelario, Hannah John-Kamen, Robbie Amell, Tom Hopper, Avan Jogia, Donal Logue, Neal McDonough e Lily Gao.

## Trama
Un gruppo di giovani agenti delle unità di sicurezza speciale (S.T.A.R.S.) viene inviato a Raccoon City per indagare su una serie di sparizioni e sulla comparsa di creature aggressive e letali.
Quando arrivano a Raccoon City, i membri del S.T.A.R.S. scoprono che la città è stata colpita da un virus letale sviluppato dalla multinazionale farmaceutica Umbrella Corporation. La città è ora popolata da zombi e mostri, quindi i membri del S.T.A.R.S. devono lottare per sopravvivere e scoprire la verità sul disastro che ha colpito la città.
Mentre lottano contro gli zombi e gli altri pericoli, gli agenti scoprono che l'Umbrella Corporation ha fatto esperimenti illegali con il virus T, che ha causato la pandemia, e che sta cercando di coprire le proprie tracce. Dovranno trovare un modo per fermarli e impedire la diffusione del virus.

## Produzione

### Sviluppo
Sviluppato come adattamento cinematografico della serie di videogiochi Resident Evil. La trama del film si basa sugli eventi del primo e del secondo gioco della serie.
Il processo di sviluppo del film è iniziato nel 2017, quando è stato annunciato che sarebbe stato realizzato un adattamento cinematografico della serie. Dopo un iniziale mandato a Greg Russo e James Wan, che poi lasciarono per contrasti con la produzione, Johannes Roberts è stato scelto per dirigere il film e ha lavorato a stretto contatto con la produzione per creare una trama che fosse fedele alla serie di videogiochi, ma che fosse anche in grado di attirare un pubblico più ampio.
Nel corso dello sviluppo sono stati scelti Kaya Scodelario, Hannah John-Kamen, Robbie Amell e Avan Jogia come attori del cast per il film. Il team di produzione ha anche lavorato a stretto contatto con la casa di produzione Capcom, che ha creato la serie di videogiochi.
Il film è stato girato in Canada e ha richiesto l'utilizzo di effetti speciali abbastanza avanzati per creare l'ambiente apocalittico di Raccoon City e gli spaventosi mostri che vi abitano. Una volta completato, il film è stato presentato in anteprima a ottobre 2021 e ha fatto il suo debutto nelle sale cinematografiche a novembre dello stesso anno.
In generale, lo sviluppo di Resident Evil: Welcome to Raccoon City è stato un processo lungo e impegnativo, ma il risultato finale è un film che si mantiene fedele alla serie di videogiochi e che offre un'esperienza spaventosa e intensa per tutti gli spettatori, nonostante la mancata somiglianza fra i personaggi del film e quelli del videogioco (ad esempio nel gioco Leon S. Kennedy è biondo e con i capelli corti, nel film moro con capelli lunghi, baffi e pizzetto; nel gioco Claire Redfield ha i capelli raccolti a coda di cavallo, nel film sciolti, ecc.).

### Cast
Il 6 ottobre 2020 Deadline Hollywood ha riferito che Scodelario e Hannah John-Kamen erano stati scelti come Claire Redfield e Jill Valentine, insieme a Robbie Amell, Tom Hopper, Avan Jogia e Neal McDonough rispettivamente nei ruoli di: Chris Redfield, Albert Wesker, Leon Scott Kennedy e William Birkin. Il reboot è ambientato nel 1998. Quel novembre, Donal Logue è stato scelto per interpretare il capo della polizia di Raccoon City Brian Irons, insieme a Chad Rook come Richard Aiken e Lily Gao come Ada Wong.

### Riprese
Le riprese di Resident Evil: Welcome to Raccoon City sono iniziate nel 2020 e si sono svolte a Greater Sudbury, in Canada; si sono concluse il 20 dicembre 2020.

### Post-produzione
Nel marzo 2021 Roberts ha svelato che il titolo completo del film sarebbe stato Resident Evil: Welcome to Raccoon City e nel mese di maggio Amell ha rivelato che alcune scene erano in rifacimento a Toronto.

## Distribuzione
Resident Evil: Welcome to Raccoon City è stato distribuito negli Stati Uniti il 24 novembre 2021. Il film era inizialmente previsto per il 3 settembre 2021 ma venne rimandato prima al 9 settembre 2021 e poi al 24 novembre a causa della pandemia di COVID-19. In Italia è stato distribuito dal 25 novembre 2021.

### Divieti
Alla pellicola è stata assegnata la classificazione R (vietato ai minori di 17 anni non accompagnati da un adulto), come confermato dalla MPAA. Come già anticipato dal regista Johannes Roberts, il nuovo adattamento della serie di videogame sarà completamente diverso da quello del precedente regista, Paul W.S. Anderson, uscito nel 2002.

## Accoglienza

### Incassi
Resident Evil: Welcome to Raccoon City ha incassato 17 milioni di dollari negli Stati Uniti e in Canada e 25 milioni di dollari nel resto del mondo, per un totale mondiale di 42 milioni di dollari.
Al di fuori degli Stati Uniti e del Canada, il film ha incassato 5,1 milioni di dollari da 15 mercati nel fine settimana di apertura. Ha incassato 4,2 milioni di dollari nel secondo fine settimana e 2,3 milioni di dollari nel terzo. In Thailandia, il film ha incassato 253 735 dollari al botteghino. Il Giappone è stato il mercato estero con il maggior incasso del film, incassando 5,1 milioni di dollari.

### Critica
Sul sito aggregatore di recensioni Rotten Tomatoes, il 30% delle 90 recensioni della critica sono positive, con una valutazione media di 4,9/10. Il consenso del sito web recita: «Resident Evil: Welcome to Raccoon City è un adattamento affettuosamente fedele che dimostra ulteriormente che il suo materiale originale non è adatto al grande schermo». Metacritic, che utilizza una media ponderata, ha assegnato al film un punteggio di 44 su 100, sulla base di 21 critici, indicando recensioni "miste o medie". Il pubblico intervistato da CinemaScore ha assegnato al film un voto medio di "C+" su una scala da A+ a F, mentre quelli di PostTrak gli hanno dato un punteggio positivo del 61%, con il 48% che afferma che lo consiglierebbe sicuramente.

## Sequel
Il regista Johannes Roberts ha dichiarato che se dovesse essere sviluppato un sequel, vorrebbe adattare la storia dai videogiochi Resident Evil Code: Veronica e Resident Evil 4. Lo stesso regista ha anche espresso interesse ad adattare i giochi Resident Evil 7: Biohazard e Resident Evil Village in futuro. L'attore Robbie Amell ha dichiarato che spera di tornare nei panni di Chris Redfield in un sequel che possa includere la sua scena di combattimento contenuta nel gioco Resident Evil 5.
Nell'aprile 2023 la Raccoon HG Film Productions, che ha finanziato Welcome to Raccoon City, ha ricevuto dalla Northern Ontario Heritage Fund Corporation una sovvenzione di 2 milioni di dollari canadesi per la produzione di un film intitolato Resident Evil: Umbrella Chronicles. Greater Sudbury è stata scelta come location principale del film.